# TAWAKE
TAWAKE（たわけ）は日本のバンド。フリーランス。ロックを基調としながら様々なジャンルの音楽要素を取り入れ、ポップでキャッチーなサウンドが特徴となっている。

## 来歴
2018年、当時別々にバンド活動をしていた川口タイガー祐介とMasayaが対バンで出会った時、互いが乃木坂46好きだということから親交を深める。
2019年4月、当時乃木坂46のメンバーであった星野みなみのソロ曲"お願い☆マイハート!!"のアンサーソングと題して、川口タイガー祐介が"Please☆My Heart!!"を作曲。同曲がNHKラジオ第1放送でのラジオ番組"らじらー!サンデー"内でパーソナリティを務める中田敦彦（オリエンタルラジオ）によって話題に取り上げられたことを機に、乃木坂46ファンの間で周知される。
5月、川口タイガー祐介が自身の1stフルアルバム"TIGERS MANSION"の制作を開始。同アルバムレコーディングのためのバンドメンバーとして誘われたMasayaが小島良、たくろーに声をかけ、現在のTAWAKEの前身となるバンド"川口タイガー祐介&TAWAKE"が結成された。
7月、"川口タイガー祐介&TAWAKE"名義で"Please☆My Heart!!"のMVが公開され、再び乃木坂46ファンの間で話題になる（2021年1月現在再生回数は140,000超）。
10月、川口タイガー祐介が自身の1stフルアルバム"TIGERS MANSION"リリース。同アルバム収録曲のうち、"Please☆My Heart!!" を含む4曲が"川口タイガー祐介&TAWAKE"によって録音され、同アルバムレコーディングにサポートキーボーディストとしてBATAKEが参加している。
2020年1月、BATAKEが正規メンバーとしてバンドに加入し、5人組ロックバンド"TAWAKE"が結成される。2月、1stアルバム"野性と知性と進化論"の制作を開始。同年11月には同アルバム収録曲である"パラダイムシフト"のMVが先行リリースと題して公開されている。
2021年2月、1stアルバム"野性と知性と進化論"をリリース。8月、配信シングル"別れたくないよ"をリリース。オリエンタルラジオ"藤森慎吾のYouTubeチャンネル"の人気動画ドライブトークに大園桃子がゲスト出演した回のエンディングに起用された。
2022年7月24日、名古屋鶴舞のMusic Bar Perchで行われたライブを以て解散。解散理由は公表されていない。

## メンバー
- 川口タイガー祐介　ボーカル担当

中学時代はフォークソング、高校時代はソウル、R&B、ヒップホップにどっぷり浸かる。
20代前半にはヒップホップのイベントなどでシンガーとして活動後「ボーカルの修行」という名目で単身渡米するも、ニューヨークの雰囲気に染まり酒に溺れ散財を尽くして帰国、その挙句に彼女にフラれる。20代中盤にはアコースティックユニット”Perms”に加入し活動。”Perms”解散後は、ギター弾き語りの流しスタイルで各地を巡業していた。
2008年、Nobodyknows+の楽曲”フォーリン（Live at 今池オープンハウス in 1988）”で作詞家としてデビュー、以後Nobodyknows+の楽曲で共作詞、コーラスなども務める。
2015年、中日ドラゴンズ公式球団歌"昇竜〜いざゆけ!ドラゴンズ"作詞コーディネーターに就任。
2018年、自身初の主催ライブハウスフェス"Tonight the Night Nagoya”を敢行。300人のオーディエンスと共にライブハウスの酒を空にした。
中津川ソーラーフェス2018、2019キャンプサイトステージに出演。
2019年、”川口タイガー祐介”名義初のフルアルバム"TIGERSMANSION"をリリース。
完全に勢いに乗りメジャーデビューを決定付けるワンマンライブ当日に数十年に一度の大型台風が直撃。
振り替え公演を試みるもコロナウイルスの到来によりライブは中止となった。
2020年、ロックバンド"TAWAKE"を結成。
2022年、小室哲哉のNFTプロジェクト第一弾【infuse new breath】のボーカル、作詞を務める。
趣味は、散歩、睡眠、飲酒、ホラー映画鑑賞etc.
影響受けたミュージシャンや著名人にサザンオールスターズ、ジャッキーチェンを挙げており「スケベで一見どうしようもなさそうなのにやる時やる男が好き」と語る。
- 小島良　ギター担当

長崎生まれ、愛知育ち。中学生の頃に聴いた尾崎豊をきっかけに音楽に興味を持ち、15歳の時にLUNASEA、L'Arc〜en〜Ciel、X JAPANなどに衝撃を受けギターを始める。17歳で初めてのバンド結成し、高校の文化祭で初ライブを行う。18歳で音楽の専門学校に入学し、同期に誘われたコピーバンドを通じてガンズ・アンド・ローゼズ、ボン・ジョヴィ、ハロウィン (ドイツのバンド)などの洋楽に傾倒。専門学校卒業後は、ブルース、ファンク、R&Bなど幅広いジャンルの音楽に影響を受ける。ある野外フェスのオーディションライブでMasayaが当時組んでいたバンドと共演したことで、同世代であるMasayaと意気投合。その後、2019年に川口タイガー祐介のアルバム”TIGERSMANSION”制作のためにギターで参加して欲しいとMasayaから誘われ、"川口タイガー祐介&TAWAKE"のメンバーとなった。趣味は釣り、スノーボード。　
- Masaya　ベース担当

父親の影響で小学5年生でギターを始める。中学からはバンドを組み、ヴィジュアル系バンドのコピーバンドを結成する。当時中学2年だったMasayaらは本来3年生しか出演出来ない文化祭の決まりだったが異例の出演が決まる。しかし1学年上の先輩不良バンドに生意気だからという理由で呼び出される。高校時代はドラムに転向してパンク・ロック、メロディック・ハードコアのバンドを結成してライブハウス、他校の文化祭などで活動する。高校卒業後は20代前半までドラマーとして活動するが、当時組んでいたバンド”Jaguar”の解散をきっかけに一時期音楽をやめる。2015年辺りから新たなバンドを結成し活動を再開。りんくうビーチで行われた野外フェスやZepp Nagoyaでのイベントなどに多数出演。ベースに転向以来数々のバンドに参加し、2人組ヒップホップユニット”HARAGRO”のレコーディングにもベースで参加。TAWAKEとは別のミクスチャー・ロックバンド(※2021年現在活動休止中)にも所属している。ギター、ベース、ドラムを演奏、作詞作曲編曲を行う。BLANKEY JET CITYの大ファンである。
趣味は筋トレ、キックボクシング。
- たくろー　ドラム担当

小学6年生の時、兄のドラマー姿を見てドラムを始める。中学生の時には友達と先生と文化祭に出る目的でDOESとマキシマム ザ ホルモンのコピーバンドを組み、高校生の時にはONE OK ROCK、UVERworld、ミッシー・エリオット、アリーヤなど幅広い音楽を聞き影響を受ける。Masayaがベーシストを務めるバンド"joe ranger"のサポートドラマーとしても活動。高校卒業後は専門学校を経て上京し、様々なミュージシャンと共演。ゴスペルチョップに傾倒している。現在はTAWAKEの他にギターロックデュオ"goodmoon"のメインドラマーを担っている。
- BATAKE　旧メンバー　キーボード担当。

10歳の時にアコーディオンと出会い、太田敏雄に師事。18歳までクラシックタンゴを中心に学ぶ。高校卒業後はピアノに転向し、京都を中心にジャズピアニストとして活動していた。2013年よりアフロビートファンクプロジェクト”BEMBE”に加入、2015年に大塚広子の”Piece the next japan night”に参加、2016年に須永辰緒"須永辰緒の夜ジャズ外伝2 All The Young Dudes ~全ての若き野郎ども~"に参加。R&Bユニット"Emilly"のキーボーディストとして活動しつつ、器楽曲バンド"StanceTongue"のキーボーディストとして2枚のアルバムをリリース。2022年にTAWAKE脱退。近年は様々なメジャー、インディーズアーティストのツアー・ライブ、レコーディングに参加、ファンク、ソウル、R&Bといったブラックミュージックを軸に幅広いジャンルでのボーダレスな活躍を続けている。趣味はスパイスカレー作り。

## 音楽スタイル
全く異なるバックボーンを持つメンバーで構成されたバンドであることから、ロックを基調としながら様々なジャンルの音楽要素が取り入れられたポップでキャッチーなサウンドが特徴。
楽曲制作は、メンバーが作曲したものをBATAKEがDTMを使って編曲し、作成されたアレンジデモをベースにスタジオでリハーサルを重ね完成させていくケースが多い。
歌詞は、基本的には川口タイガー祐介が作詞を担当しているが、メンバー共作詞、メンバーの提案で歌詞が改変されることが多々あり、クレジットが"TAWAKE"名義であるケースが多い。

## 補足事項
バンド結成当時、O-chakey(おーちゃきー)というバンド名が候補にあがっていたが、協議の結果TAWAKEに決まった。
川口タイガー祐介の不運ぶりが度々話題となる。2019年、メジャーに向けた挑戦のライブが台風19号によって吹き飛び、ライブ会場は"避難所"と呼ばれた。2020年3月21日にはそのリベンジライブを企画していたが、新型コロナウイルスにより再び延期となり、近年は「もはや川口タイガー祐介は逆に持っている説」が囁かれている。
2019年に出演した中津川ソーラー武道館の夕食休憩中に川口タイガー祐介が大型のメンヘラをしたことから小島良の怒りを買う。川口は「ちょっとアタマ冷やしてくるわ」と言った5分後に「みんなどこいるの〜?」とすぐLINEグループに連絡し、メンバーを呆れさせた。Masayaは「アレ、アイツいつも通りだから」と笑っていた。新型コロナウイルス感染拡大の影響でライブ再開目処が立たない中、週次で乃木坂46の楽曲のカバーアレンジを作成、SNSで発信し続けた。この時のアレンジを担当していたBATAKEは短納期で仕上げ続けなければならないストレスから、乃木坂46のことが嫌いになった。
ライブでは川口が歌詞を間違える度に、オーディエンスから「おい!ふざけンな!金返せー!」と野次が飛ぶことが恒例となっている。下ネタやコミックソングのような楽曲は基本的に川口が作詞作曲している。これは川口が弾き語りで流しをやっていた時代に、誰も聴いてくれない過酷な環境の中でも「名前くらいは覚えて帰ってもらいたい」という願いを込め作られた曲であることに起因する。その他にも、流し時代には一曲終わるごとに一枚服を脱ぎ最終的に全裸になるなど奇を衒ったライブ活動を行っていた。